# الجوس (السبرة)

تعديل مصدري - تعديل

الجوس محلة تابعة لقرية سبرة، التابعة لعزلة مطاية بمديرية السبرة إحدى مديريات محافظة إب في الجمهورية اليمنية.، بلغ تعداد سكانها 97 حسب تعداد اليمن لعام 2004.